# Secret, Profane & Sugarcane
| 전문가 평가          | 전문가 평가 |
| 평가 점수            | 평가 점수   |
| 출처                 | 점수        |
| -------------------- | ----------- |
| AllMusic             | [ 1 ]       |
| The Daily Telegraph  | [ 2 ]       |
| Entertainment Weekly | B+          |
| The Guardian         | [ 4 ]       |
| The Phoenix          | [ 5 ]       |
| Pitchfork            | 3.8/10      |
| Rolling Stone        | [ 7 ]       |
| Spin                 | [ 8 ]       |

《Secret, Profane & Sugarcane》은 영국의 싱어송라이터 엘비스 코스텔로의 스물일곱 번째 스튜디오 음반이다. 이 음반은 내슈빌에서 미국의 작곡가이자 프로듀서인 T 본 버넷과 함께 녹음되었으며, 2009년 6월 9일 히어 뮤직 레이블을 통해 발매되었다. 이 음반은 코스텔로의 친숙한 수다스러운 가사와 함께 블루그래스, 아메리카나, 컨트리 음악을 특징으로 한다.
《Secret, Profane & Sugarcane》은 71위로 영국 음반 차트에 진입했고, 100위권 밖으로 떨어지기 전까지 일주일을 보냈다. 빌보드 200에서 13위로 차트에 올랐을 때, 미국에서 훨씬 더 성공적이었다.
이 커버 아트는 만화가 토니 밀리네어에 의해 디자인되었다.

## 배경
《Secret, Profane & Sugarcane》 이전 음반에서 코스텔로는 재즈, 클래식 등 다양한 스타일의 음악을 실험했다. 이 음반을 위해 코스텔로는 1986년 《King of America》 음반 이후 처음으로 어쿠스틱 밴드 구성으로 돌아왔다. 테네시주 내슈빌에서 3일 만에 녹음된 코스텔로의 스물아홉 번째 스튜디오 음반은 스타벅스의 히어 뮤직 레이블을 통해 일반적으로 좋은 평을 받았다.

## 곡 목록
모든 곡들은 특별한 언급이 없는 한 엘비스 코스텔로에 의해 작사/작곡하였다.
| #   | 제목                                        | 작사·작곡            | 재생 시간 |
| --- | ------------------------------------------- | -------------------- | --------- |
| 1.  | 〈Down Among the Wines and Spirits〉        |                      | 3:11      |
| 2.  | 〈Complicated Shadows〉                     |                      | 2:53      |
| 3.  | 〈I Felt the Chill Before the Winter Came〉 | 코스텔로, 로레타 린  | 3:59      |
| 4.  | 〈My All Time Doll〉                        |                      | 4:09      |
| 5.  | 〈Hidden Shame〉                            |                      | 4:14      |
| 6.  | 〈She Handed Me a Mirror〉                  |                      | 4:04      |
| 7.  | 〈I Dreamed of My Old Lover〉               |                      | 2:35      |
| 8.  | 〈How Deep Is the Red〉                     |                      | 3:47      |
| 9.  | 〈She Was No Good〉                         |                      | 3:47      |
| 10. | 〈Sulphur to Sugarcane〉                    | 코스텔로, T 본 버넷  | 5:59      |
| 11. | 〈Red Cotton〉                              |                      | 5:43      |
| 12. | 〈The Crooked Line〉                        | 코스텔로, 버넷       | 3:49      |
| 13. | 〈Changing Partners〉                       | 래리 콜먼, 조 다리온 | 2:39      |